# Stonewall Jackson (musiker)
Stonewall Jackson, född 6 november 1932 i Tabor City, North Carolina, död 4 december 2021 i Nashville, Tennessee, var en amerikansk countrysångare. Jackson hade sin största popularitet under honkytonk-vågen på 1950- och 1960-talet.
Stonewall är inget smeknamn utan ett namn som han fick efter sydstatsgeneralen Thomas "Stonewall" Jackson som enligt familjelegenden skulle ha varit en avlägsen släkting.
Jackson hade mellan 1959 och 1971 elva topp 10-hitar på Billboards countrysingellista. Till dessa hörde "Waterloo" (1959), "Why I'm Walkin'" (1969), "A Wound Time Can't Erase" (1962), "B.J. the D.J." (1964), "I Washed My Hands in Muddy Water" (1965) och "Me and You and a Dog Named Boo" (1971).
Jackson gav 1991 ut sin självbiografi From the Bottom Up.

## Diskografi
Album
- 1959 – The Dynamic Stonewall Jackson
- 1962 – The Sadness in a Song
- 1963 – I Love a Song
- 1965 – Trouble and Me
- 1965 – Greatest Hits
- 1966 – The Exciting Stonewall Jackson
- 1966 – All's Fair in Love'n War
- 1967 – Help Stamp Out Loneliness
- 1967 – Stonewall Jackson Country
- 1968 – Thoughts of a Lonely Man
- 1968 – Nothing Takes the Place of Loving You
- 1968 – The Great Old Songs
- 1969 – The Old Country Church
- 1969 – Greatest Hits Vol. 2
- 1969 – I Pawned My Past Today
- 1969 – A Tribute to Hank Williams
- 1970 – The Lonesome in Me
- 1970 – The Real Thing
- 1971 – Recorded Live at the Grand Ole Opry
- 1971 – Me and You And a Dog Named Boo
- 1972 – The World of Stonewall Jackson
- 1965 – Greatest Hits
- 1979 – Platinum Country
- 1979 – Bad Ass